# Verona Marjanović
Verona Marjanović (Sarajevo, 1 de febrero de 1974) es una deportista bosnia que compitió en luge. En la prueba individual femenina de los Juegos Olímpicos de Lillehammer 1994, quedó en el puesto 23.

## Biografía
Verona Marjanović nació el 1 de febrero de 1974 en Sarajevo, República Federativa Socialista de Yugoslavia, de padre serbio y madre croata; Verona tenía una hermana. Empezó a practicar luge en 1989 después de que una amiga del colegio, que practicaba este deporte, le recomendara que lo probara. Durante tres años, no pudo entrenar. Durante su estancia en Sarajevo, declaró que cada persona solo recibía 300 gramos (10,6 oz) de raciones de comida al día.
Su entrenador, Senad Omanović, y su hermana la instaron a abandonar Sarajevo para prepararse para los Juegos Olímpicos. Salió de la ciudad en febrero de 1993 solo con ropa, corriendo por una zona neutral en el Aeropuerto Internacional de Sarajevo mientras oía disparos. Había planeado entrenar en Alemania durante cien días y regresar a casa, pero su entrenador se negó. Luego entrenó en varios países en la preparación para los Juegos Olímpicos de Lillehammer 1994, viajando por Alemania, Austria, Italia y Croacia, ya que sus respectivos comités olímpicos nacionales habían apoyado a los atletas bosnios.
Durante los tres meses previos a los Juegos Olímpicos de Invierno, compitió en múltiples competiciones, aunque afirmó no recordar sus resultados debido a su baja puntuación. Solo cuando viajó a Fráncfort para ir a Oslo en barco, pudo llamar a sus familiares después de un año. Marjanović descubrió que sus padres seguían vivos y que su casa seguía intacta. Al día siguiente, vio la cobertura televisiva de las masacres de Markale y temió que sus familiares fueran asesinados. Dijo que se sentía culpable por competir, ya que sus familiares corrían el riesgo de ser asesinados. Al llegar a los Juegos, declaró:
Me avergüenzo de estar aquí. Dejé a toda esta gente y la están matando, y yo estoy aquí solo para hacer deporte. Si vives en Sarajevo, no sabes lo que es ser libre. Si no estás en Sarajevo, no tienes que preocuparte por la comida, no tienes que preocuparte por que te maten mientras duermes, no tienes que preocuparte por tomarte un café en una cafetería.
Aunque se sentía culpable, afirmó: «Lo intentaré», orgullosa de representar a su país. Un viernes antes de los Juegos Olímpicos, sufrió una caída durante una carrera de práctica, aunque no resultó herida. Entre el 15 y el 16 de febrero, compitió en la prueba individual femenina de luge. Registró un tiempo de 50.586 en su primera carrera, quedando inicialmente en el puesto 21. Afirmó que su carrera estuvo «bien». Sus carreras posteriores registraron tiempos de 51.707, 51.365 y 51.121. Quedó en el puesto 23 de las 25 lugers que compitieron.
En mayo de ese mismo año, se convirtió en estudiante de microbiología y genética. Fue a Lake Placid, Nueva York, después de los Juegos para entrenar para los Juegos Olímpicos de Nagano 1998, aunque no compitió.